# Cornwall (Vermont)
Pour les articles homonymes, voir Cornwall.
Cornwall est une ville américaine située dans le Comté d'Addison, dans le Vermont. Selon le recensement de 2020, sa population est de 1 207 habitants.